# Lexington Avenue

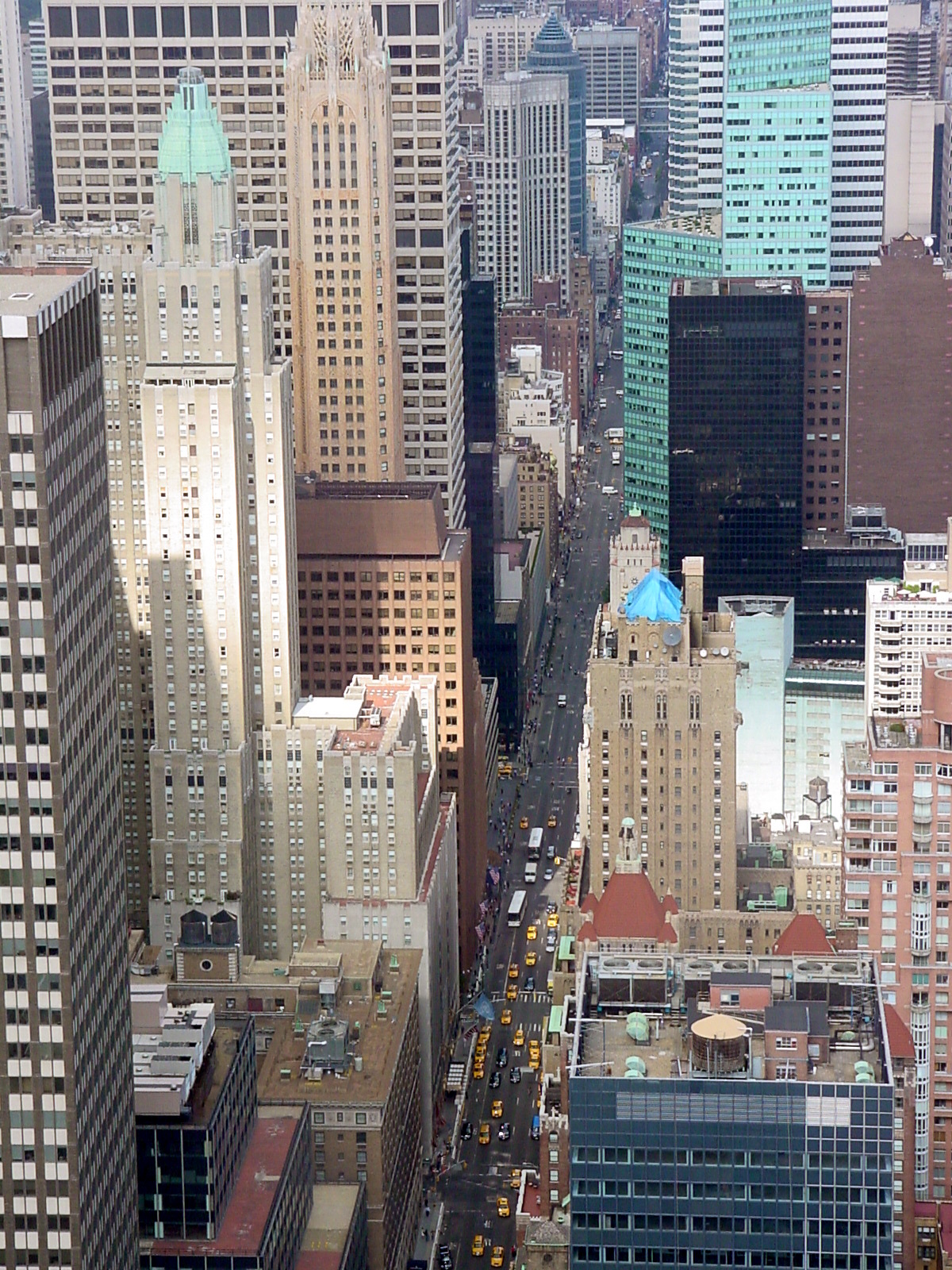
Uitzicht vanaf het Chrysler Building, noordwaarts over Lexington Avenue.

Lexington Avenue is een van de zuid-noord-boulevards van Manhattan in New York, één blok ten oosten van Park Avenue. De straat loopt van (East) 21st Street (Gramercy Park) naar (East) 131st Street en doorkruist in 8,9 kilometer onder meer Murray Hill, Midtown en Harlem. Er geldt eenrichtingsverkeer van noord naar zuid.